# FlightGear
FlightGear és un simulador de vol multiplataforma i de codi obert. Actualment és una alternativa important davant els simuladors de vol comercials com el Microsoft Flight Simulator X o l'X-Plane. FlightGear posa més èmfasi al realisme dels controls i el model físic del vol que en els gràfics així s'evita la necessitat d'utilitzar un maquinari molt potent, que sí que requereixen altres simuladors de vol. FlightGear es recolza a OpenGL i requereix màquina d'acceleració 3D.
El projecte es va iniciar el 1996 gràcies a David Murr i la primera versió va sortir el 1997 continuant el seu desenvolupament, sent la versió més recent, la 2017.2 Boston el maig de 2017. El videojoc i el codi es troba sota la llicència GNU General Public License, convertint-lo en programari lliure. El programari consta de diferents compilacions per a diversos sistemes operatius incloent-hi Microsoft Windows, Mac OS X, Linux, IRIX i  Solaris.
Info
Els productes comercials com Flight Pro Sim, Pro Flight Simulator i altres, tenen semblances singulars al FlightGear.

## Història
FlightGear va començar com a proposta en línia el 1996 per David Murr. Ell va proposar un nou simulador de vol desenvolupat per voluntaris a través d'Internet. El simulador de vol va ser creat amb codi propi de gràfics en 3D.
| «                                          | ... FlightGear .. és íntegrament de codi obert — té un ric conjunt d'interfícies externes existents, i la major part de la configuració principal es pot tractar amb els arxius de text estàndard basat en XML. No fem cap intent d'enfosquir o ocultar les nostres interioritats. Això és una gran victòria per a la gent que utilitza FlightGear com una plataforma acadèmica o de recerca, o per a aquells que volen interaccionar amb les seves pròpies cabines de fabricació casolana. | » |
| — Curtis L. Olson , O'Reilly Network, 2003 | |   |

FlightGear va incorporar altres recursos lliures, incloent-hi el model de vol LaRCsim de la NASA, i dades d'elevacions disponibles lliures. Els primers binaris funcionals, utilitzant el motor OpenGL pel codi de gràfics en 3D, van arribar al 1997. El desenvolupament entusiasta de noves versions en diversos anys va resultar progressivament en un simulador més estable i avançat. El 2001, l'equip va publicar noves versions beta regularment, i el 2005, la maduresa del programari va arribar a crítiques més reconegudes augmentant també la seva popularitat. El 2007 va marcar una transició formal amb el llançament de la versió 1.0.0, deu anys després de la primera publicació del FlightGear, el 1997.
El 2008, la versió 1.9.0 de FlightGear va incloure un canvi gran, es va passar del PLIB a OpenSceneGraph, causant una pèrdua temporal d'algunes característiques com els núbols 3D i les ombres, mentre s'afegia partícules, donant un revitalitzant grau de realisme a la simulació.

## Característiques del FlightGear
- Base de dades de l'escenari mundial.
- Prop de 20.000 aeroports reals.
- Terreny precís de tot el món, basat en la publicació més recent de les dades de terreny SRTM. L'escenari inclou tots els llacs, rius, carreteres, ferrocarrils, ciutats, pobles, terrenys...
- Model del cel detallat i precís, amb localitzacions correctes del sol, la lluna, les estrelles i els planetes per a la data i hora especificades.
- Sistema de modelat d'avions obert i flexible, amb una gran varietat de naus.
- Animació instrumental extremadament fluida i suau. Modela d'una forma realista el comportament dels instruments del món real. Inclòs reprodueix de forma precisa les fallades de molts sistemes i instruments.

## Codi FlightGear i binaris
FlightGear és programat gairebé tot en C++.
El codi font actual és distribuït a través del GIT i l'aplicació s'actualitza amb el codi estable, que llavors és compilat en un executable. Tant el desenvolupament del codi, com també dels seus fitxers binaris, són creats totalment per voluntaris que donen el seu temps a FlightGear. Per crear un programa executable, el codi ha d'estar compilat, requerint tot un seguit de llibreries (vegeu secció Dependències de FlightGear), incloent-hi de generals i en alguns casos, específiques preparades segons la plataforma o sistema on s'executarà el codi. Això no obstant, des que la dificultat en el codi, ha augmentat en les últimes versions, els principals usuaris mantenidors de FlightGear han deixat que altres voluntaris més avançats, treballin en la creació de binaris disponibles en sistemes o plataformes específiques mitjançant paquets. Aquests paquets varien en la seva estabilitat, rendiment, dependències, i ara es troben amb el codi base. Per exemple, alguns fitxers binaris funcionen amb el Mac OS 9, però aquests binaris no funcionarien en les noves versions de Mac OS X, per tant s'han de modificar.
Per exemple, a finals del 2007, l'últim codi rondava en la versió 0.9.11-pre1 (pre-llançament) i en la 0.9.10 (final). Això no obstant, els binaris actuals disponibles varien significativament. Exemples de binaris actuals disponibles en la versió 2.4.0:
- Paquet pre-configurat d'uns ~410 Mb (pel Windows XP, Vista, 7)
- Paquets pre-configurats d'uns ~400 Mb per les diverses distribucions Linux: Ubuntu (i les seves derivacions), Slackware i Gentoo.
- Paquet pre-configurat d'uns ~480 Mb per a Mac OS X 10.5-10.7

I el codi font està disponible en tals sols 1,8 Mb empaquetat en un fitxer bzip2

## Aplicacions i usos
FlightGear s'utilitza en diferents projectes en l'ensenyament i la indústria (incloent-hi la NASA), com també en cabines d'aviació casolanes.

## Programari

### Requeriments
FlightGear requereix un maquinari raonable d'acceleració en 3D amb controladors OpenGL per arribar a una experiència de joc completa. Utilitzant només el renderitzatge per programari, el FlightGear típicament pot arribar a poques imatges per segon. Amb una targeta d'acceleració en 3D, el rendiment és més alt. En ordinadors amb una CPU entre 2–3 GHz, les imatges per segon poden superar els 60, que serien els necessaris per a una jugabilitat fluida en la majoria de situacions. Les imatges per segon solen variar segons la complexitat de l'escena (quan es canvia de zona a zona del mapa i el moviment de la vista de l'avió). FlightGear té suport per a targetes 3dfx.

### Motors de simulació
El motor de simulació al FlightGear s'anomena SimGear. S'utilitza també com a aplicació d'usuari final en entorns acadèmics i de recerca, pel desenvolupament i concepció d'idees en la simulació del vol.
La personalització del FlightGear s'il·lustra amb una gran varietat de models de vehicles aeris disponibles, des de planadors a helicòpters, o des d'avions comercials a jets privats. Aquests vehicles han sigut creats per diferents voluntaris a pesar que es basen en models reals comercials.
Actualment, s'utilitza un motor de terreny, el TerraGear. En els efectes exteriors s'inclouen núvols en 3D, efectes de llum i el pas de les diferents situacions naturals tant de dia com de nit.
| «                                          | Un altre avantatge de FlightGear és que és completament programari lliure — és ric en una gran varietat de interfícies externes i gran part de la configuració es pot realitzar amb fitxers de texts basats en XML. No fem intents d'ocultar o amagar les nostres opinions. Aquesta és la gran victòria per a la gent que fa servir FlightGear com una plataforma acadèmica o de recerca, o per a aquells que volen que la interfície s'integri en cabines casolanes | » |
| — Curtis L. Olson , O'Reilly Network, 2003 | |   |

### Models de Vol Dinàmics
Els Models de Vol Dinàmics (o en anglès Flight Dynamics Models (FDM)) són els mètodes de com un vehicle aeri és simulat en el programari. FlightGear utilitza una gran varietat de projectes de model de vol importats o escrits internament. Tota aeronau ha de ser programada per utilitzar un d'aquests models. Actualment FlightGear és l'únic simulador de vol gràfic que utilitza tots els FDM. Els vehicles de FlightGear utilitzen un dels tres models de dades principals JSBSim, YAsim o UIUC, a partir de la versió 0.9.10. Els models UIUC i YASim van ser desenvolupats específicament pel FlightGear.
Les primeres versions de FlightGear utilitzaven un model FDM basat en LaRCsim de la NASA, que va ser reemplaçat després amb FDM més flexibles. FDM especialitzats, com més models més lleugers que els mateixos vehicles aeris poden ser programats lliurement, o es poden utilitzar codis FDM externs.
- JSBSim - el model de vol dinàmic per defecte des del 2000. Creat per Jon Berndt.
- YASim - un FDM usant mètodes de càlcul diferents. Es va introduir en la versió 0.7.9 al 2002. Creat per Andy Ross. Actualment és l'únic model FDM de FlightGear que proveeix de simulació a aeronaus d'ales giratòries (o rotorcraft), creat per Maik Justus.
- UIUC - un altre FDM, creat per la UIUC Applied Aerodynamics Group de la Universitat d'Illinois a Urbana-Champaign, també utilitza el LaRCsim.[9]

### Dependències de FlightGear
A diferència dels títols de programari privatiu, el principal punt a favor és simplement el llançament del codi font. Per fer-ho utilitzable, ha de ser compilat en plataformes específiques. Les llibreries de programari per crear FlightGear han canviat al pas del temps. La principal ha sigut SimGear, que és el motor de simulació de base pel FlightGear. TerraGear no és una dependència, sinó simplement un nom per a les dades de terreny per defecte del programa de FlightGear. L'OpenAL s'utilitza per al programari del so/àudio, incloent-hi suport per SDL (des de la versió 0.9.5). El PLIB s'utilitza en les rutines de suport de maquinari, anteriorment utilitzada per al suport de so que posteriorment ho fes a través de OpenAL. L'OpenGL s'utilitza per les rutines de gràfics 3D integrats, però l'acceleració de maquinari (anomenat DirectX) no és suportat. L'OpenSceneGraph també està integrat en FlightGear. Finalment, el Simple DirectMedia Layer és una biblioteca de programari que s'utilitza també. Algunes de les dependències varien depenent de la plataforma on el codi sigui compilat. Els usuaris de FlightGear poden compilar el codi ells mateixos o trobar un tercer per l'alliberament dels binaris, si no es troben entre els disponibles en el projecte.

### Xarxa i multi-pantalla
El FlightGear permet diverses opcions de xarxa per comunicar-se amb altres companys. Hi ha disponible un protocol multijugador per utilitzar el FlightGear en una xarxa local en un entorn de múltiples vehicles. Això pot ser utilitzat en vol en formació o simulació de torres de control. El joc en multijugador aviat es va ampliar per permetre jugar a través d'Internet. Altres característiques inclouen mapes de Google en moviment que permeten als usuaris a observar on són els altres jugadors.
FlightGear pot ser sincronitzat per permetre un entorn multi-monitor. Si totes les instàncies s'estan executant en la mateixa velocitat constant, és possible obtenir una bona sincronització entre les pantalles.

### Programari addicional

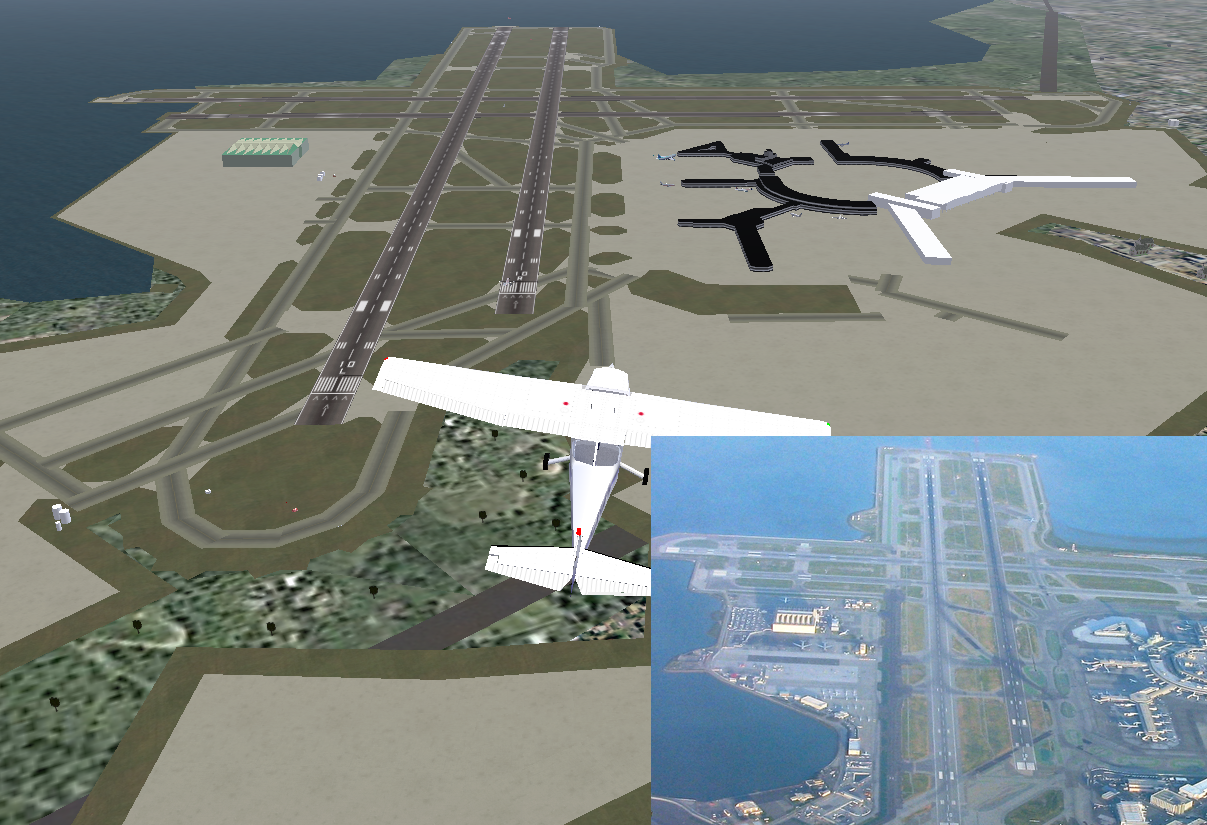
Una comparativa de la versió de FlightGear 1.0 el 2008 i una fotografia de l'Aeroport de San Francisco

Hi ha programes que estan integrats en FlightGear (dependències) per realitzar diferents funcions. Alguns s'inclouen en l'alliberament de FlightGear per a una plataforma específica, però realitzades pel projecte, mentre que altres són distribuïts de forma independent, però són hostatjats pel projecte FlightGear.
Un programari addicional important és la interfície real per al llançament d'un arxiu executable de FlightGear. Per a la majoria dels seus primers anys de vida FlightGear es va realitzar només a través d'interfícies de línia d'ordres. No obstant això, el Llançador de Control de FlightGear ha estat inclòs en el llançador de FG des del 0.9.3 al 2003. KFreeFlight és un llançador pel KDE. FGTools és una alternativa de llançament per a Windows, i FGKicker és un llançador basat en GTK+.
Altres programes importants són els editors de dades del terreny. Atlas és un suport gràfic de mapes per a FlightGear; Kelpie Flight Planner és un planificador de vol basat en Java pel FlightGear. FlightGear Scenery Designer és un editor d'escenari pel FlightGear per treballar amb les dades del terreny. El World Custom Scenery Project és un projecte de personalització de l'escenari. Taxidraw és un editor de pistes d'aterratge i de rodatge. FGCom és un projecte de VOIP per simular la ràdio del control de trànsit aeri al Flightgear que ara es coneix com a GUI FGCOMgui. FGCom utilitza el servidor lliure Asterix.

## Galeria

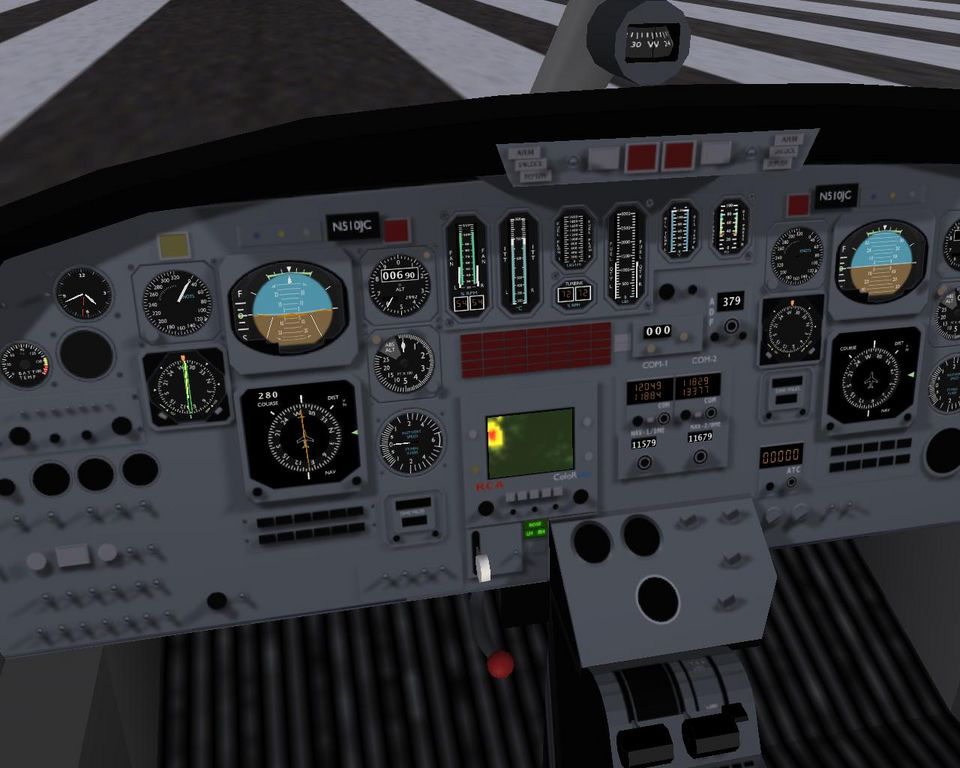
Panell 3D del Cessna 172 a la versió 0.9.9
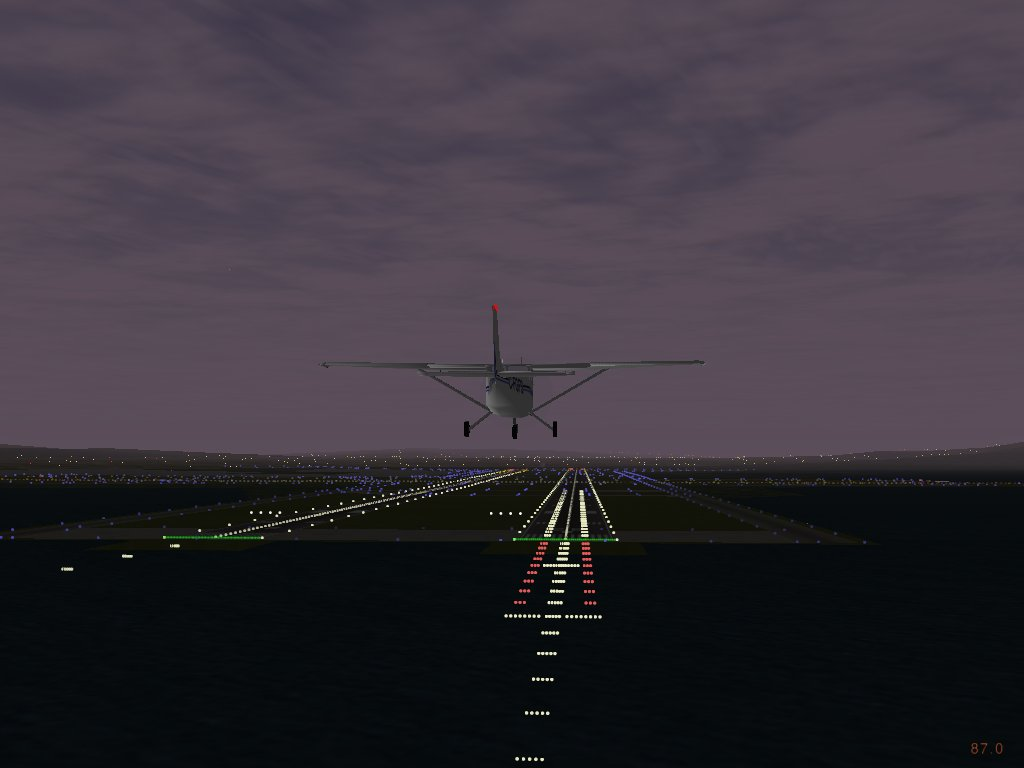
Cessna 172 a la versió 0.9.9
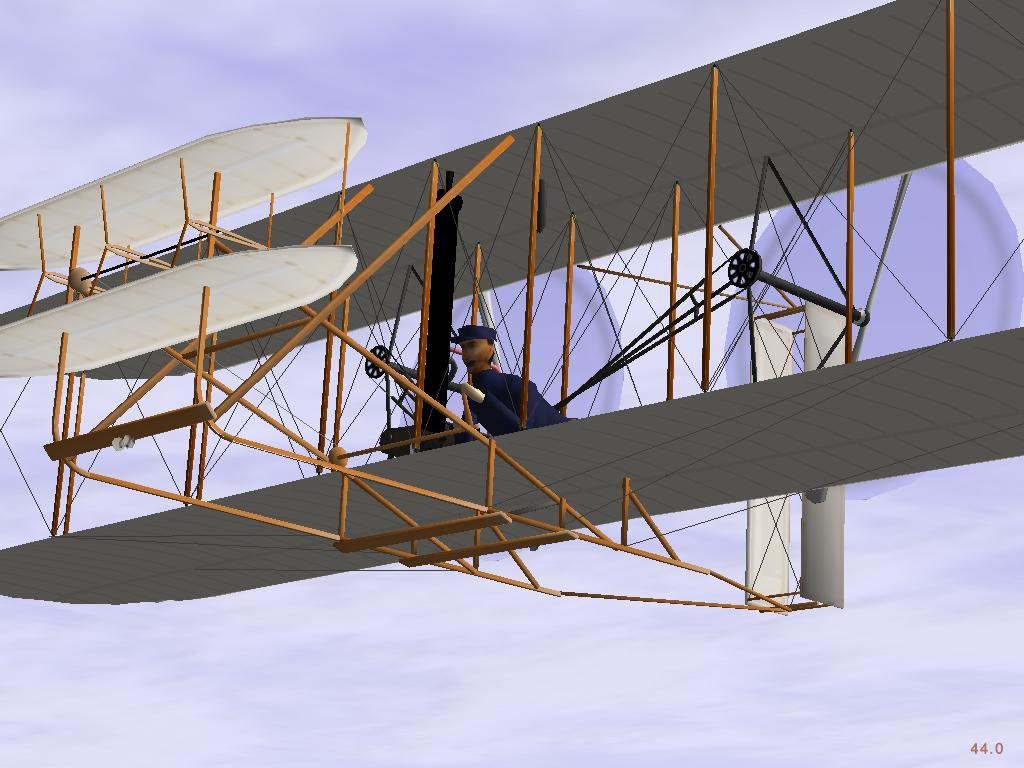
1903 Wright Flyer a la versió 0.9.9
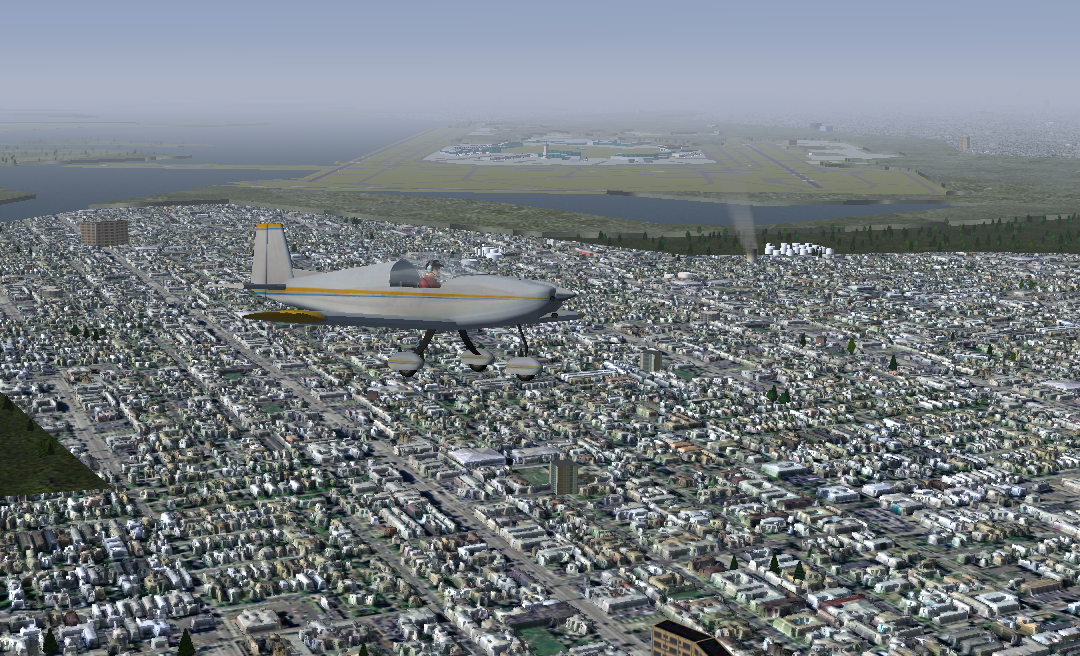
Pioneer 200 volant sobre la ciutat de Nova York
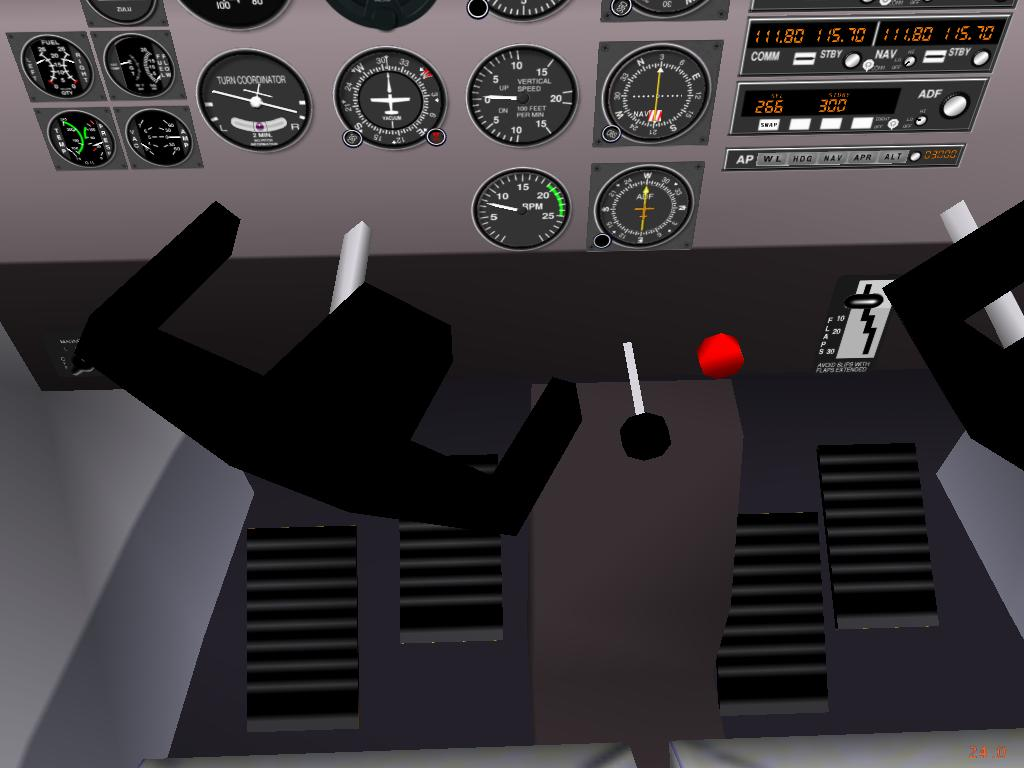
Cessna 172 a la versió 0.9.9
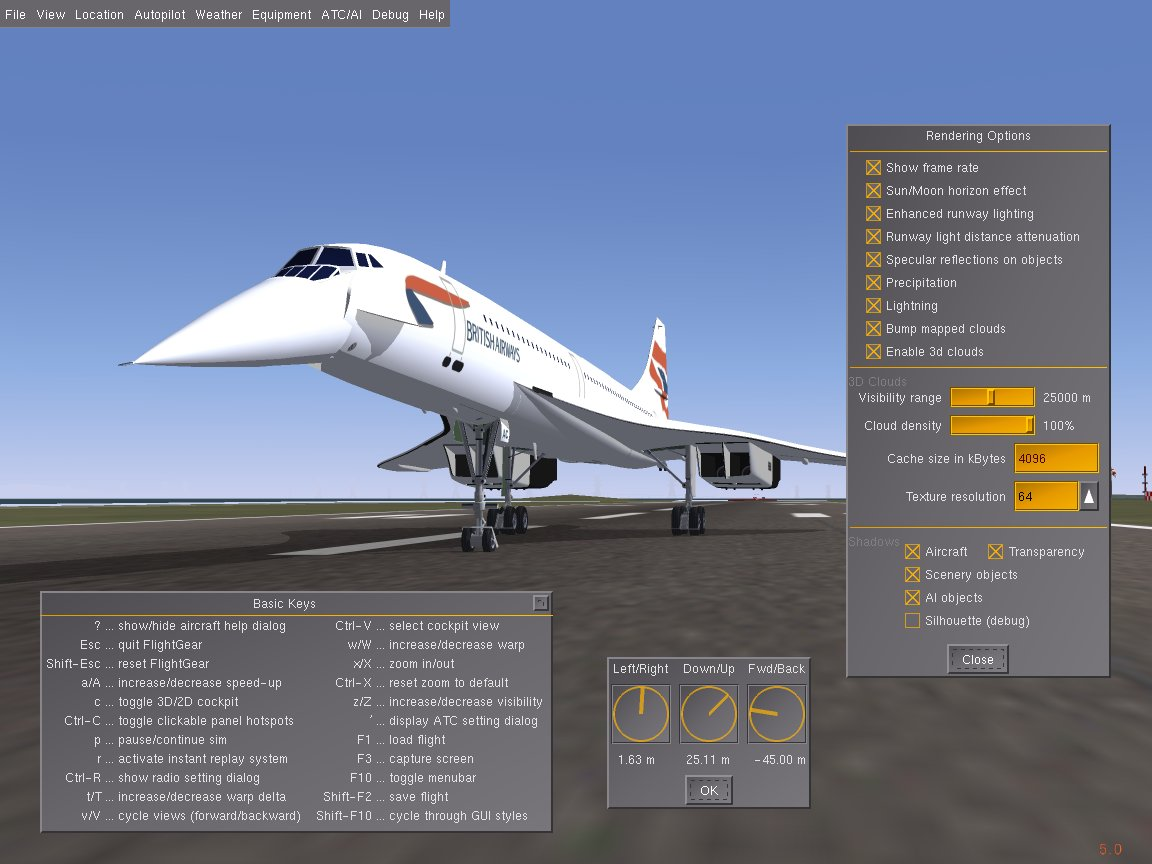
Concorde a la versió 0.9.9
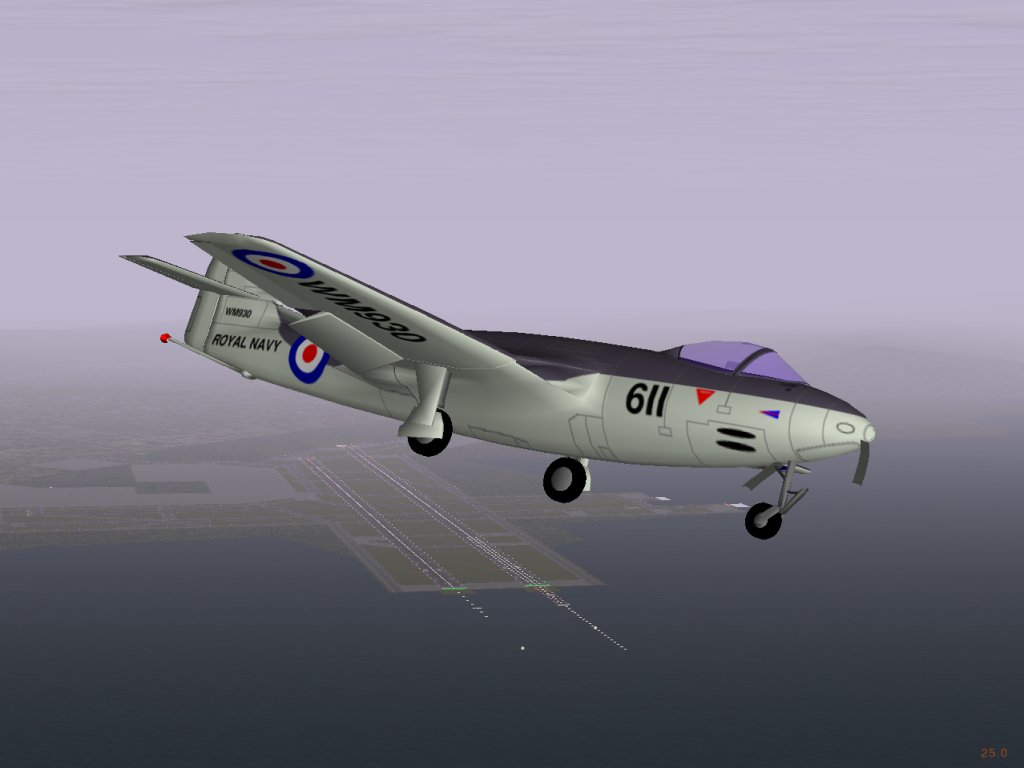
Hunter Sea Hawk a la versió 0.9.9

## Llista d'avions
Aquesta és la llista d'avions de FlightGear inclosos en el programa. Aquesta llista no inclou els avions creats per tercers.
| \| Model \| FDM (Model de dinàmica de vol utilitzat) \| Cabina en 3D \| Actualització \| Debut \| \| ------------------------------------------------------ \| ---------------------------------------- \| ------------ \| ------------- \| -------- \| \| 1903 Wright Flyer* \| UIUC \| - \| 0.9.9 \| 0.8.0 \| \| Aerostar Super 700 \| YASim \| 3d cockpit \| 1.0.0 \| 0.9.10 \| \| Boeing 707 \| JSBsim v2 \| - \| \| 0.9.10 \| \| Boeing 737-300* \| \| 0.9.4 \| 1.0.0 \| 0.9.2 \| \| Boeing 747-100 \| JSBSim,YASim \| \| 1.0.0, 0.9.10 \| 0.8.0 \| \| Boeing 777-200 \| YASim \| 3d cockpit \| \| \| \| Boeing 787-8 \| JSBsim \| 3d cockpit \| \| 1.0.0 \| \| Boeing 314-A \| JSBsim \| \| 1.0.0 \| 0.9.9 \| \| Boeing E-3B Sentry \| \| \| \| 1.0.0 \| \| Boeing KC-135E (FDM only) \| \| \| \| \| \| Douglas A4F Skyhawk \| YASim, UIUC \| \| 1.0.0, 0.9.10 \| 0.8.0 \| \| Northrop Grumman A-6E Intruder \| YASim \| 1.0 \| \| 1.0.0 \| \| Fairchild Republic A-10 Thunderbolt II* \| YASim \| 3d cockpit \| 1.0.0 \| 0.9.2 \| \| Airbus A300 \| \| \| 1.0.0 \| \| \| Airbus A320-200 \| \| \| \| \| \| Airbus A320-100 \| \| \| \| 1.0.0 \| \| Antónov An-2 \| \| \| \| 1.0.0 \| \| Antónov An-225 \| YASim \| \| 0.9.10 \| 0.9.3 \| \| Arsenal VG-33 \| \| \| \| 1.0.0 \| \| Beechcraft 99 \| YASim, UIUC \| 1.0.0** \| 0.9.5 \| \| \| Beechcraft B1900D \| YASim \| 3d 1.0.0 \| 1.0.0, 0.9.10 \| 0.9.8 \| \| Beechcraft Starship I \| YASim \| \| \| 1.0.0 \| \| Rockwell B-1B Lancer \| \| 3d cockpit \| \| 1.0.0 \| \| Northrop Grumman B-2 Spirit \| \| \| \| 1.0.0 \| \| B-29 Superfortress \| JSBsim, YASim \| \| 0.9.10 \| 0.9.9 \| \| B-52F Stratofortress \| \| \| 1.0.0, 0.9.10 \| 0.9.2 \| \| BAC TSR2 \| YASim \| \| \| 0.9.2 \| \| Bailey Dragonfly (Moyes/LiteFlite) (Ultralight) \| \| \| \| \| \| Blackburn Buccaneer \| YASim \| \| \| 1.0.0 \| \| Blériot XI \| YASim \| \| \| 1.0.0 \| \| Blohm & Voss BV 141 \| YASim \| \| \| \| \| Bristol Beaufighter \| \| \| \| 1.0.0 \| \| Bugatti 100P \| YASim \| \| \| 1.0.0** \| \| Cessna 150L \| \| 1.0.0 \| \| 1.0.0 \| \| Cessna 172P Skyhawk* (1981 model) \| JSBSim \| 0.9.2 \| 0.9.10 \| \| \| Cessna 172LE Skyhawk \| JSBSim \| \| \| \| \| Cessna 172R Skyhawk \| JSBSim \| \| \| \| \| Cessna 182 \| \| \| 1.0.0 \| 0.7.9 \| \| Cessna 182RG (c. 1978) \| \| \| \| 1.0.0 \| \| Cessna 310R (1979 model) \| \| 3D cockpit \| 0.9.10 \| 0.7.9 \| \| Cessna U-3A \| YASim \| 3D cockpit \| 0.9.10; 0.8.0 \| 0.7.9 \| \| Cessna 550 Citation II \| YASim \| 3d cockpit \| \| 0.9.8 \| \| Cessna Citation Bravo* \| YASim \| 3d cockpit \| 1.0.0, 0.9.10 \| 0.9.9 \| \| Cessna Citation X \| \| \| \| 1.0.0 \| \| Comper Swift \| YASim \| \| \| 0.9.4 \| \| Concorde (v2.4) \| \| 3D cockpit \| 1.0.0, 0.9.10 \| 0.9.5 \| \| Cri-Cri (Colomban MC-15 Cri-Cri) \| YASim \| \| \| 1.0.0** \| \| Douglas DC-3 \| \| \| \| 0.8.0 \| \| Douglas X-3 Stiletto \| YASim \| \| \| 1.0.0** \| \| Dornier Do-335 \| \| \| \| 1.0.0 \| \| Dornier Do X \| YASim \| \| \| 1.0.0** \| \| Dorner-Dassault Alpha Jet \| YASim \| \| \| 1.0.0** \| \| de Havilland Canada DHC-2 Beaver \| YASim \| 3D cockpit \| 1.0.0, 0.9.10 \| 0.9.8 \| \| de Havilland Canada DHC-6 Twin Otter (Floats & Wheels) \| \| \| \| 1.0.0** \| \| de Havilland Mosquito \| \| \| \| 1.0.0 \| \| de Havilland DH.89 Dragon Rapide \| YASim \| \| \| 1.0.0 \| \| de Havilland D.H.110 Sea Vixen FAW 2 \| YASim \| \| \| 1.0.0 \| \| English Electric Canberra B(I)8 \| YASim \| \| \| 0.9.10 \| \| English Electric Lightning F.1A \| \| 1.0.0 \| 1.0.0 \| 0.9.10 \| \| McDonnell Douglas F-15 Eagle (fdm only) \| \| \| \| 0.9.2 \| \| McDonnell Douglas F-15C Eagle \| \| 3D Cockpit \| \| 1.0.0 \| \| General Dynamics F-16* \| \| 3D cockpit \| 0.9.10 \| 0.9.2 \| \| McDonnell Douglas F-18 Hornet \| \| \| \| 1.0.0 \| \| Northrop YF-23 \| YASim \| \| 0.9.10 \| 0.9.2 \| \| Lockheed F-80C Shooting Star \| \| \| \| 0.9.10 \| \| North American F-86F Sabre \| \| \| \| 1.0.0 \| \| Lockheed F-104 Starfighter \| \| \| \| 0.9.2 \| \| Chance Vought F4U Corsair \| \| \| \| 1.0.0 \| \| Farman IV \| YASim \| \| \| 1.0.0 \| \| Fieseler Fi-156 Storch \| \| \| \| 1.0.0 \| \| Focke-Wulf Fw-190 A8 \| \| \| \| 1.0.0 \| \| FK 9 Mark 2 \| YASim \| \| \| 1.0.0 \| \| Fokker 50 \| \| \| 0.9.8 \| \| \| Fokker 70 \| JSBSim \| \| \| \| \| Fokker 100 \| JSBSim \| \| 0.9.8 \| \| \| Fokker Dr.1 \| UIUC \| \| \| \| \| Grob G 115 \| YASim \| \| \| 1.0.0** \| \| Grumman Albatross \| \| \| \| 1.0.0 \| \| Harrier \| YASim \| \| 1.0.0 \| \| \| Hawker Hurricane IIb \| \| \| 0.9.10 \| 0.9.9 \| \| Hawker Hunter GA11* \| YASim \| \| 1.0.0, 0.9.10 \| 0.9.4 \| \| Hawker Sea Hawk \| \| \| 0.9.10 \| \| \| Hughes H4 Hercules \| YASim, JSBSim \| \| \| 1.0.0 \| \| Issoire APM 20 Lionceau \| YASim \| \| \| \| \| Soko J-22 Orao / IAR-93 \| \| \| \| 0.9.3 \| \| Junkers Ju 52 \| \| \| \| 1.0.0 \| \| Kawasaki T-4 "Blue Impulse" \| JSBSim, YASim \| \| \| 1.0.0 ** \| \| Kyushu J7W \| \| \| \| 1.0.0 \| \| Let L-410 Turbolet FDM only \| JSBSim \| 3D cockpit \| \| \| \| Lockheed C-130 Hércules \| JSBSim \| \| \| 1.0.0 \| \| Lockheed 1049 (Lockheed Constellation) \| \| \| 1.0.0 \| 0.9.10 \| \| Lockheed P-38 Lightning & F-5B \| \| \| \| 1.0.0 \| \| Lockheed SR-71 Blackbird (2 FG versions) \| YASim \| 3d cockpit \| \| 1.0.0 \| \| McDonnell Douglas MD11 \| \| \| \| 0.9.5 \| \| Macchi Castoldi M.C. 72 \| YASim \| \| \| 1.0.0 \| \| Martin-Marietta X-24B \| JSBsim \| \| \| \| \| Mainair Flash 2 Alpha \| \| \| \| 1.0.0 \| \| Messerschmitt BF-109 G14* \| \| \| 1.0.0 \| 0.9.10 \| \| Messerschmitt Me 262 \| YASim) \| \| \| 1.0.0 \| \| Dassault Mirage 2000 \| \| \| \| 1.0.0 \| \| MiG-15bis \| YASim \| \| 1.0.0, 0.9.10 \| 0.9.9 \| \| Nakajima Ki-84 Hayate (疾風, "Gale")('Frank') \| \| \| \| 1.0.0 \| \| Nakajima A6M2 ('Rufe') \| \| \| \| 1.0.0 \| \| Nord Noratlas \| \| \| \| 1.0.0 \| \| North American OV-10A Bronco \| \| \| 1.0.0 \| 0.9.10 \| \| North American P-51D Mustang* \| YASim \| 0.9.2 \| \| 0.9.2 \| \| North American X-15 \| \| \| \| \| \| Payen Pa 100 \| YASim \| \| \| 1.0.0 \| \| Consolidated Aircraft PBY-6 Catalina \| \| \| \| 1.0.0 \| \| Piaggio P180 Avanti II (FDM only) \| YASim \| \| \| 1.0.0 \| \| Pilatus PC-7 \| \| \| 1.0.0, 0.9.10 \| \| \| Piper J3 Cub (J3C-65, 1946 model) 091 \| \| \| \| 0.8.0 \| \| Piper Comanche 250 (1962 model) \| \| \| 1.0.0 \| 0.9.10 \| \| Piper Cherokee Warrior II* (1979 model) \| \| \| \| \| \| Piper PA34-200T Seneca II \| JSBsim,YASim \| \| 1.0.0 \| \| \| Pitts S1C \| \| \| \| \| \| Saab J35Ö Draken (J35oe) \| \| \| \| 1.0.0 \| \| Siai Marchetti S.211 (FDM only) \| UIUC \| \| \| \| \| Space Shuttle (fdm only) \| JSBsim \| \| \| \| \| Sopwith Camel 1F.1 \| UIUC, YASim \| \| 1.0.0 \| \| \| Supermarine Seafire MkIIIc \| \| \| 0.9.10 \| \| \| Supermarine Spitfire IIa \| \| \| 0.9.10 \| 0.9.5 \| \| Supermarine Spitfire Mk IX \| \| \| \| 1.0.0 \| \| Sukhoi Su-26M \| \| \| \| \| \| Sukhoi Flanker-F \| YASim \| \| \| 1.0.0 \| \| Cirrus SR-20 \| \| \| 0.9.10 \| 0.9.9 \| \| Cessna T-37 \| \| \| 0.9.10 \| 0.9.4 \| \| Northrop T-38* \| \| \| \| 0.9.2 \| \| Tupolev Tu-114 \| YASim \| \| \| 0.9.9 \| \| Tupolev Tu-154 \| YASim \| \| \| 0.9.5 \| \| A24 Viking (Aeroprakt) \| YASim \| \| \| 1.0.0 \| \| Bell/Boeing V-22 Osprey \| YASim \| \| \| 1.0.0 \| \| Vickers Vimy \| YASim \| 3d \| \| 1.0.0** \| \| Avro Vulcan B.2 \| \| \| \| 1.0.0 \| \| Zlin Z-50LX \| YASim \| \| \| 1.0.0** \| \| Helicòpters \| \| \| \| \| \| Bo 105* \| \| \| 1.0.0, 0.9.10 \| \| \| Boeing CH-47 Chinook \| YASim \| \| 1.0.0 \| \| \| Bell 206 JetRanger \| \| \| 1.0.0 \| 0.9.3 \| \| Bell/Boeing V-22 Osprey \| \| \| 1.0.0 \| \| \| Piasecki HUP Retriever (H-25) \| \| \| \| 1.0.0 \| \| Piasecki H-21C Shawnee \| \| \| \| 1.0.0** \| \| Robinson R22 \| \| \| \| 1.0.0 \| \| Sikorsky S-51 (R-5) \| \| \| \| 1.0.0 \| \| Sikorsky S-58 (H-34) \| YASim \| \| \| 1.0.0 \| \| Sikorsky S76C++ \| \| \| \| 1.0.0 \| \| Sikorsky S-70 (UH-60) \| \| \| \| 1.0.0 \| \| Sikorsky CH-53E Super Stallion (S-80) \| \| \| \| 1.0.0 \| \| Aérospatiale Alouette II \| YASim \| \| \| 1.0.0 \| \| Aérospatiale Alouette III \| \| \| 1.0.0 \| \| \| Aérospatiale SA 321 Super Frelon \| Yasim \| \| \| 1.0.0** \| \| Eurocopter EC 135 \| \| \| \| 1.0.0 \| \| Ecureuil AS 350 (FDM only) \| \| \| 1.0.0 \| 0.9.3 \| \| Westland Lynx WG13 \| \| \| \| 1.0.0 \| \| Planejadors i altres \| \| \| \| \| \| Schweizer 2-33 (TG-4) (Glider) \| \| \| 1.0.0 \| \| \| Schleicher ASW 20 (Single Glider) \| UIUC \| \| \| 0.9.3 \| \| Schleicher ASK 21 (Glider) \| \| \| \| 1.0.0 \| \| Bielsko SZD-9 Bocian (Glider) \| \| \| \| 1.0.0 \| \| Colditz Escape Glider \| \| \| \| \| \| Airwave Xtreme 150 hang glider \| UIUC \| \| \| \| \| Paraglider \| JSBsim \| \| \| 0.9.3 \| \| Hornet Autogyro \| \| \| \| \| \| Ornithopter \| UIUC \| \| \| 0.9.2 \| \| Rascal 110 (R/C)* \| YASim, JSBSim \| \| \| \| \| Malolo1 (R/C) \| \| - \| \| \| \| Manta (R/C) (FDM only) \| \| - \| \| \| \| Ogel \| JSBSim \| \| \| 0.9.10 \| \| Santa Claus Sleigh \| \| 3d cockpit \| \| \| \| UFO (Video Assistant), YardStik \| \| \| \| \| \| Snowplow (Truck)(+AI) \| \| \| \| 1.0.0 \| \| Willys Jeep \| YASim \| \| \| 1.0.0 \| |                                          |              |               |          |
| Model | FDM (Model de dinàmica de vol utilitzat) | Cabina en 3D | Actualització | Debut    |
| 1903 Wright Flyer* | UIUC                                     | -            | 0.9.9         | 0.8.0    |
| Aerostar Super 700 | YASim                                    | 3d cockpit   | 1.0.0         | 0.9.10   |
| Boeing 707 | JSBsim v2                                | -            |               | 0.9.10   |
| Boeing 737-300* |                                          | 0.9.4        | 1.0.0         | 0.9.2    |
| Boeing 747-100 | JSBSim,YASim                             |              | 1.0.0, 0.9.10 | 0.8.0    |
| Boeing 777-200 | YASim                                    | 3d cockpit   |               |          |
| Boeing 787-8 | JSBsim                                   | 3d cockpit   |               | 1.0.0    |
| Boeing 314-A | JSBsim                                   |              | 1.0.0         | 0.9.9    |
| Boeing E-3B Sentry |                                          |              |               | 1.0.0    |
| Boeing KC-135E (FDM only) |                                          |              |               |          |
| Douglas A4F Skyhawk | YASim, UIUC                              |              | 1.0.0, 0.9.10 | 0.8.0    |
| Northrop Grumman A-6E Intruder | YASim                                    | 1.0          |               | 1.0.0    |
| Fairchild Republic A-10 Thunderbolt II* | YASim                                    | 3d cockpit   | 1.0.0         | 0.9.2    |
| Airbus A300 |                                          |              | 1.0.0         |          |
| Airbus A320-200 |                                          |              |               |          |
| Airbus A320-100 |                                          |              |               | 1.0.0    |
| Antónov An-2 |                                          |              |               | 1.0.0    |
| Antónov An-225 | YASim                                    |              | 0.9.10        | 0.9.3    |
| Arsenal VG-33 |                                          |              |               | 1.0.0    |
| Beechcraft 99 | YASim, UIUC                              | 1.0.0**      | 0.9.5         |          |
| Beechcraft B1900D | YASim                                    | 3d 1.0.0     | 1.0.0, 0.9.10 | 0.9.8    |
| Beechcraft Starship I | YASim                                    |              |               | 1.0.0    |
| Rockwell B-1B Lancer |                                          | 3d cockpit   |               | 1.0.0    |
| Northrop Grumman B-2 Spirit |                                          |              |               | 1.0.0    |
| B-29 Superfortress | JSBsim, YASim                            |              | 0.9.10        | 0.9.9    |
| B-52F Stratofortress |                                          |              | 1.0.0, 0.9.10 | 0.9.2    |
| BAC TSR2 | YASim                                    |              |               | 0.9.2    |
| Bailey Dragonfly (Moyes/LiteFlite) (Ultralight) |                                          |              |               |          |
| Blackburn Buccaneer | YASim                                    |              |               | 1.0.0    |
| Blériot XI | YASim                                    |              |               | 1.0.0    |
| Blohm & Voss BV 141 | YASim                                    |              |               |          |
| Bristol Beaufighter |                                          |              |               | 1.0.0    |
| Bugatti 100P | YASim                                    |              |               | 1.0.0**  |
| Cessna 150L |                                          | 1.0.0        |               | 1.0.0    |
| Cessna 172P Skyhawk* (1981 model) | JSBSim                                   | 0.9.2        | 0.9.10        |          |
| Cessna 172LE Skyhawk | JSBSim                                   |              |               |          |
| Cessna 172R Skyhawk | JSBSim                                   |              |               |          |
| Cessna 182 |                                          |              | 1.0.0         | 0.7.9    |
| Cessna 182RG (c. 1978) |                                          |              |               | 1.0.0    |
| Cessna 310R (1979 model) |                                          | 3D cockpit   | 0.9.10        | 0.7.9    |
| Cessna U-3A | YASim                                    | 3D cockpit   | 0.9.10; 0.8.0 | 0.7.9    |
| Cessna 550 Citation II | YASim                                    | 3d cockpit   |               | 0.9.8    |
| Cessna Citation Bravo* | YASim                                    | 3d cockpit   | 1.0.0, 0.9.10 | 0.9.9    |
| Cessna Citation X |                                          |              |               | 1.0.0    |
| Comper Swift | YASim                                    |              |               | 0.9.4    |
| Concorde (v2.4) |                                          | 3D cockpit   | 1.0.0, 0.9.10 | 0.9.5    |
| Cri-Cri (Colomban MC-15 Cri-Cri) | YASim                                    |              |               | 1.0.0**  |
| Douglas DC-3 |                                          |              |               | 0.8.0    |
| Douglas X-3 Stiletto | YASim                                    |              |               | 1.0.0**  |
| Dornier Do-335 |                                          |              |               | 1.0.0    |
| Dornier Do X | YASim                                    |              |               | 1.0.0**  |
| Dorner-Dassault Alpha Jet | YASim                                    |              |               | 1.0.0**  |
| de Havilland Canada DHC-2 Beaver | YASim                                    | 3D cockpit   | 1.0.0, 0.9.10 | 0.9.8    |
| de Havilland Canada DHC-6 Twin Otter (Floats & Wheels) |                                          |              |               | 1.0.0**  |
| de Havilland Mosquito |                                          |              |               | 1.0.0    |
| de Havilland DH.89 Dragon Rapide | YASim                                    |              |               | 1.0.0    |
| de Havilland D.H.110 Sea Vixen FAW 2 | YASim                                    |              |               | 1.0.0    |
| English Electric Canberra B(I)8 | YASim                                    |              |               | 0.9.10   |
| English Electric Lightning F.1A |                                          | 1.0.0        | 1.0.0         | 0.9.10   |
| McDonnell Douglas F-15 Eagle (fdm only) |                                          |              |               | 0.9.2    |
| McDonnell Douglas F-15C Eagle |                                          | 3D Cockpit   |               | 1.0.0    |
| General Dynamics F-16* |                                          | 3D cockpit   | 0.9.10        | 0.9.2    |
| McDonnell Douglas F-18 Hornet |                                          |              |               | 1.0.0    |
| Northrop YF-23 | YASim                                    |              | 0.9.10        | 0.9.2    |
| Lockheed F-80C Shooting Star |                                          |              |               | 0.9.10   |
| North American F-86F Sabre |                                          |              |               | 1.0.0    |
| Lockheed F-104 Starfighter |                                          |              |               | 0.9.2    |
| Chance Vought F4U Corsair |                                          |              |               | 1.0.0    |
| Farman IV | YASim                                    |              |               | 1.0.0    |
| Fieseler Fi-156 Storch |                                          |              |               | 1.0.0    |
| Focke-Wulf Fw-190 A8 |                                          |              |               | 1.0.0    |
| FK 9 Mark 2 | YASim                                    |              |               | 1.0.0    |
| Fokker 50 |                                          |              | 0.9.8         |          |
| Fokker 70 | JSBSim                                   |              |               |          |
| Fokker 100 | JSBSim                                   |              | 0.9.8         |          |
| Fokker Dr.1 | UIUC                                     |              |               |          |
| Grob G 115 | YASim                                    |              |               | 1.0.0**  |
| Grumman Albatross |                                          |              |               | 1.0.0    |
| Harrier | YASim                                    |              | 1.0.0         |          |
| Hawker Hurricane IIb |                                          |              | 0.9.10        | 0.9.9    |
| Hawker Hunter GA11* | YASim                                    |              | 1.0.0, 0.9.10 | 0.9.4    |
| Hawker Sea Hawk |                                          |              | 0.9.10        |          |
| Hughes H4 Hercules | YASim, JSBSim                            |              |               | 1.0.0    |
| Issoire APM 20 Lionceau | YASim                                    |              |               |          |
| Soko J-22 Orao / IAR-93 |                                          |              |               | 0.9.3    |
| Junkers Ju 52 |                                          |              |               | 1.0.0    |
| Kawasaki T-4 "Blue Impulse" | JSBSim, YASim                            |              |               | 1.0.0 ** |
| Kyushu J7W |                                          |              |               | 1.0.0    |
| Let L-410 Turbolet FDM only | JSBSim                                   | 3D cockpit   |               |          |
| Lockheed C-130 Hércules | JSBSim                                   |              |               | 1.0.0    |
| Lockheed 1049 (Lockheed Constellation) |                                          |              | 1.0.0         | 0.9.10   |
| Lockheed P-38 Lightning & F-5B |                                          |              |               | 1.0.0    |
| Lockheed SR-71 Blackbird (2 FG versions) | YASim                                    | 3d cockpit   |               | 1.0.0    |
| McDonnell Douglas MD11 |                                          |              |               | 0.9.5    |
| Macchi Castoldi M.C. 72 | YASim                                    |              |               | 1.0.0    |
| Martin-Marietta X-24B | JSBsim                                   |              |               |          |
| Mainair Flash 2 Alpha |                                          |              |               | 1.0.0    |
| Messerschmitt BF-109 G14* |                                          |              | 1.0.0         | 0.9.10   |
| Messerschmitt Me 262 | YASim)                                   |              |               | 1.0.0    |
| Dassault Mirage 2000 |                                          |              |               | 1.0.0    |
| MiG-15bis | YASim                                    |              | 1.0.0, 0.9.10 | 0.9.9    |
| Nakajima Ki-84 Hayate (疾風, "Gale")('Frank') |                                          |              |               | 1.0.0    |
| Nakajima A6M2 ('Rufe') |                                          |              |               | 1.0.0    |
| Nord Noratlas |                                          |              |               | 1.0.0    |
| North American OV-10A Bronco |                                          |              | 1.0.0         | 0.9.10   |
| North American P-51D Mustang* | YASim                                    | 0.9.2        |               | 0.9.2    |
| North American X-15 |                                          |              |               |          |
| Payen Pa 100 | YASim                                    |              |               | 1.0.0    |
| Consolidated Aircraft PBY-6 Catalina |                                          |              |               | 1.0.0    |
| Piaggio P180 Avanti II (FDM only) | YASim                                    |              |               | 1.0.0    |
| Pilatus PC-7 |                                          |              | 1.0.0, 0.9.10 |          |
| Piper J3 Cub (J3C-65, 1946 model) 091 |                                          |              |               | 0.8.0    |
| Piper Comanche 250 (1962 model) |                                          |              | 1.0.0         | 0.9.10   |
| Piper Cherokee Warrior II* (1979 model) |                                          |              |               |          |
| Piper PA34-200T Seneca II | JSBsim,YASim                             |              | 1.0.0         |          |
| Pitts S1C |                                          |              |               |          |
| Saab J35Ö Draken (J35oe) |                                          |              |               | 1.0.0    |
| Siai Marchetti S.211 (FDM only) | UIUC                                     |              |               |          |
| Space Shuttle (fdm only) | JSBsim                                   |              |               |          |
| Sopwith Camel 1F.1 | UIUC, YASim                              |              | 1.0.0         |          |
| Supermarine Seafire MkIIIc |                                          |              | 0.9.10        |          |
| Supermarine Spitfire IIa |                                          |              | 0.9.10        | 0.9.5    |
| Supermarine Spitfire Mk IX |                                          |              |               | 1.0.0    |
| Sukhoi Su-26M |                                          |              |               |          |
| Sukhoi Flanker-F | YASim                                    |              |               | 1.0.0    |
| Cirrus SR-20 |                                          |              | 0.9.10        | 0.9.9    |
| Cessna T-37 |                                          |              | 0.9.10        | 0.9.4    |
| Northrop T-38* |                                          |              |               | 0.9.2    |
| Tupolev Tu-114 | YASim                                    |              |               | 0.9.9    |
| Tupolev Tu-154 | YASim                                    |              |               | 0.9.5    |
| A24 Viking (Aeroprakt) | YASim                                    |              |               | 1.0.0    |
| Bell/Boeing V-22 Osprey | YASim                                    |              |               | 1.0.0    |
| Vickers Vimy | YASim                                    | 3d           |               | 1.0.0**  |
| Avro Vulcan B.2 |                                          |              |               | 1.0.0    |
| Zlin Z-50LX | YASim                                    |              |               | 1.0.0**  |
| Helicòpters |                                          |              |               |          |
| Bo 105* |                                          |              | 1.0.0, 0.9.10 |          |
| Boeing CH-47 Chinook | YASim                                    |              | 1.0.0         |          |
| Bell 206 JetRanger |                                          |              | 1.0.0         | 0.9.3    |
| Bell/Boeing V-22 Osprey |                                          |              | 1.0.0         |          |
| Piasecki HUP Retriever (H-25) |                                          |              |               | 1.0.0    |
| Piasecki H-21C Shawnee |                                          |              |               | 1.0.0**  |
| Robinson R22 |                                          |              |               | 1.0.0    |
| Sikorsky S-51 (R-5) |                                          |              |               | 1.0.0    |
| Sikorsky S-58 (H-34) | YASim                                    |              |               | 1.0.0    |
| Sikorsky S76C++ |                                          |              |               | 1.0.0    |
| Sikorsky S-70 (UH-60) |                                          |              |               | 1.0.0    |
| Sikorsky CH-53E Super Stallion (S-80) |                                          |              |               | 1.0.0    |
| Aérospatiale Alouette II | YASim                                    |              |               | 1.0.0    |
| Aérospatiale Alouette III |                                          |              | 1.0.0         |          |
| Aérospatiale SA 321 Super Frelon | Yasim                                    |              |               | 1.0.0**  |
| Eurocopter EC 135 |                                          |              |               | 1.0.0    |
| Ecureuil AS 350 (FDM only) |                                          |              | 1.0.0         | 0.9.3    |
| Westland Lynx WG13 |                                          |              |               | 1.0.0    |
| Planejadors i altres |                                          |              |               |          |
| Schweizer 2-33 (TG-4) (Glider) |                                          |              | 1.0.0         |          |
| Schleicher ASW 20 (Single Glider) | UIUC                                     |              |               | 0.9.3    |
| Schleicher ASK 21 (Glider) |                                          |              |               | 1.0.0    |
| Bielsko SZD-9 Bocian (Glider) |                                          |              |               | 1.0.0    |
| Colditz Escape Glider |                                          |              |               |          |
| Airwave Xtreme 150 hang glider | UIUC                                     |              |               |          |
| Paraglider | JSBsim                                   |              |               | 0.9.3    |
| Hornet Autogyro |                                          |              |               |          |
| Ornithopter | UIUC                                     |              |               | 0.9.2    |
| Rascal 110 (R/C)* | YASim, JSBSim                            |              |               |          |
| Malolo1 (R/C) |                                          | -            |               |          |
| Manta (R/C) (FDM only) |                                          | -            |               |          |
| Ogel | JSBSim                                   |              |               | 0.9.10   |
| Santa Claus Sleigh |                                          | 3d cockpit   |               |          |
| UFO (Video Assistant), YardStik |                                          |              |               |          |
| Snowplow (Truck)(+AI) |                                          |              |               | 1.0.0    |
| Willys Jeep | YASim                                    |              |               | 1.0.0    |